# Émile Vernon
Paul Émile Vernon (n. 14 martie 1872, Blois, Centre-Val de Loire, Franța – d. 31 ianuarie 1920, Blois, Centre-Val de Loire, Franța) a fost un pictor francez.

## Biografie
Provenind dintr-un mediu social modest, Émile Vernon a studiat pictura la École des Beaux-Arts din Tours și a primit premiul I pentru desen în 1888. A studiat apoi cu William Bouguereau și Auguste Truphème la École nationale supérieure des beaux-arts. În 1898, a participat la Expoziția de Arte Plastice și Arte Decorative de la Tours și a debutat la Salon des artistes français. A expus acolo în mod regulat până în 1913, prezentând portrete, peisaje și picturi florale.
A realziat câteva picturi murale precum cele ale teatrului Châtellerault în 1899. A excelat în picturile în acuarelă cu femei și copii în culori vii și decoruri bucolice, dar a știut să fie și mai riguros prin portretul lui Madame Vernon, Sous la Lampe .
Mobilizat în infanteria teritorială în 1915, Émile Vernon a fost externat din motive medicale în anul următor. A murit la 31 ianuarie 1920.

Opere atribuite lui Émile Vernon, localizare necunoscută
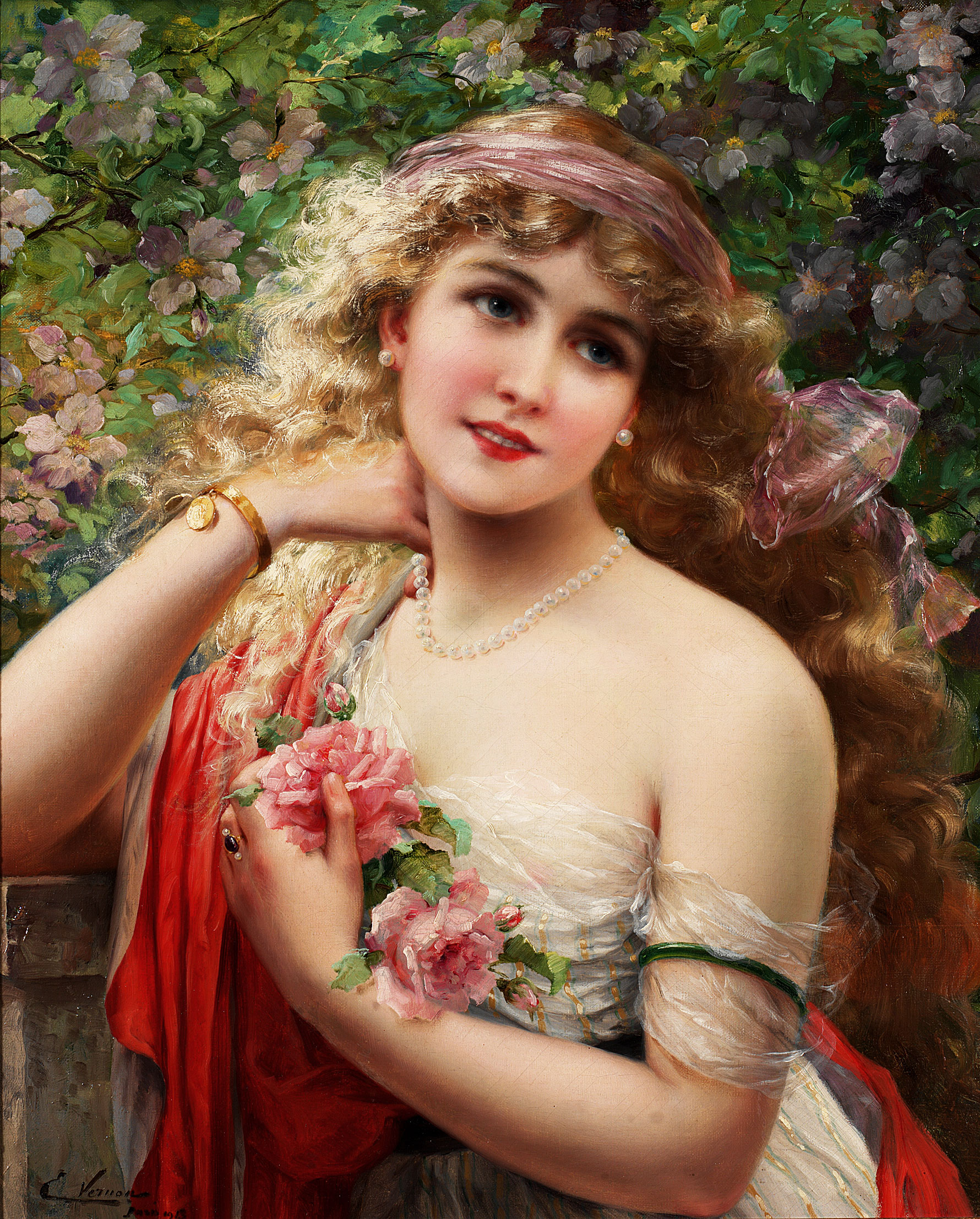
Primăvara (1913).
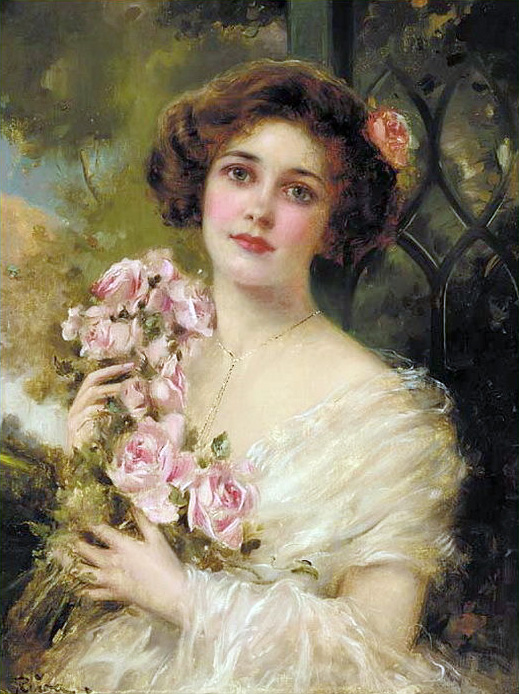
Tânără cu trandafiri
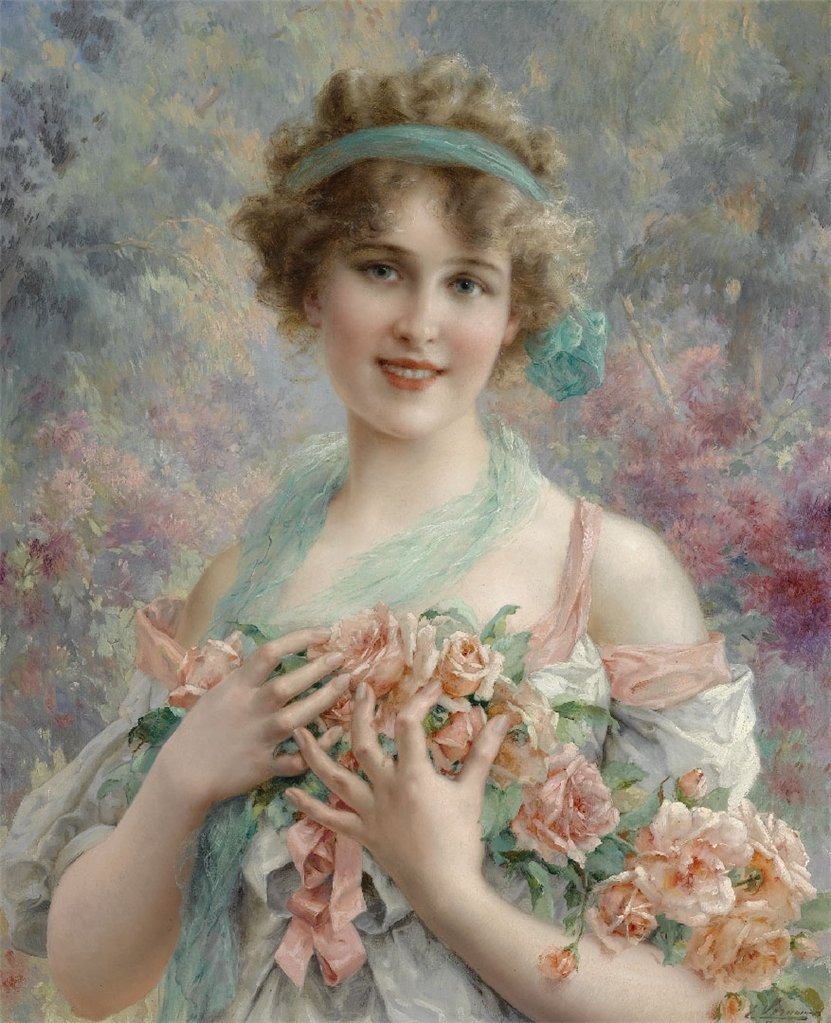
Tânără fată în floare
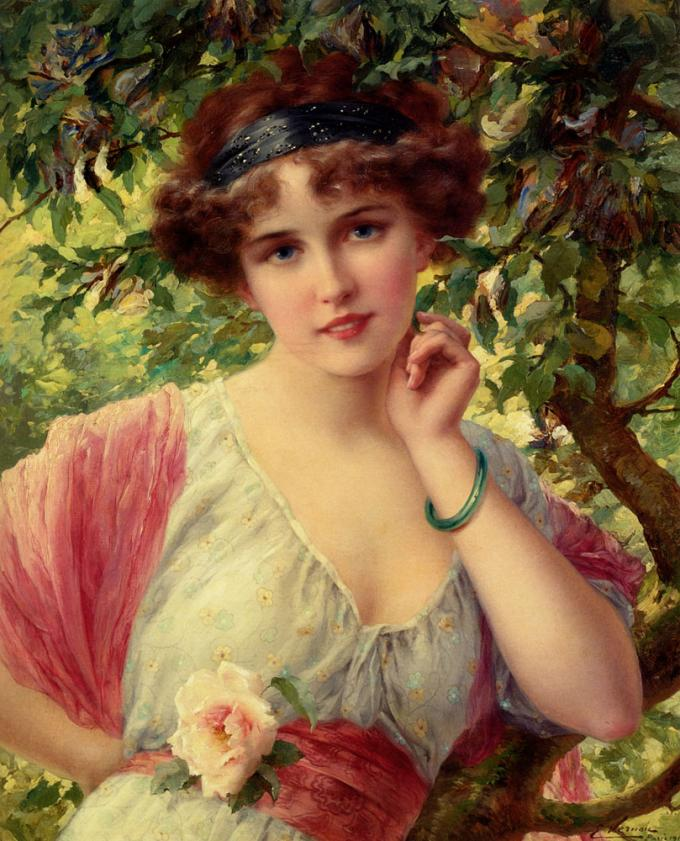
Un trandafir de vară
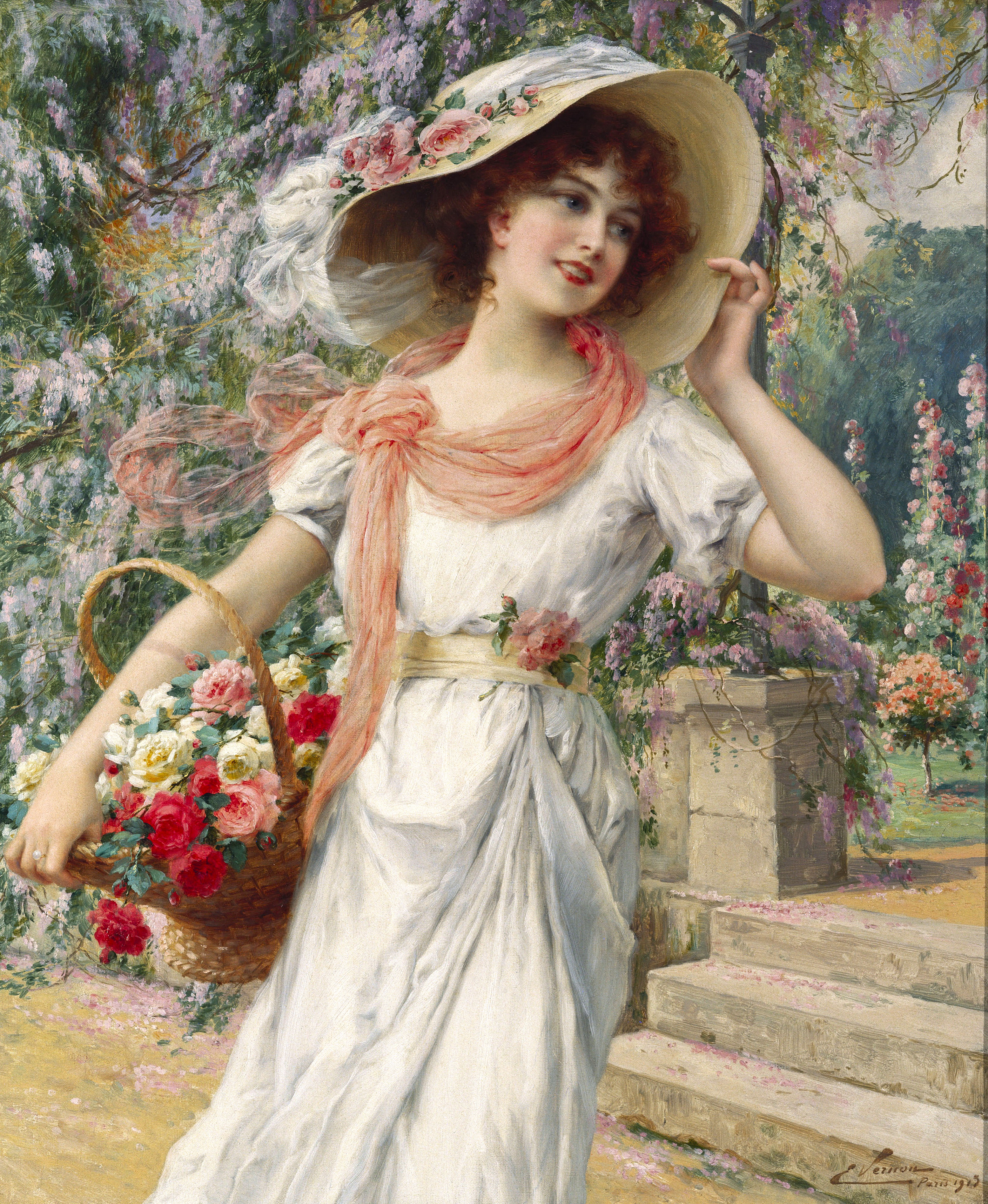
Grădina de flori